# 小球 (籃球)
在籃球運動中，小球（英語：Small ball）是一種戰術風格，球隊以身材較短小的球員為主力，利用他們快速敏捷的特性，增加進攻速度，增加在三分線投球及得分的機會。這種風格下，在低位的中鋒及大前鋒的角色較弱，身材高大、體格壯碩的球員較少發揮機會。在這種風格下，小前鋒的角色用來取代大前鋒，有時候球隊根本沒有中鋒角色。
小球戰術的主要作法，在於用小前鋒來打大前鋒的位置，利用他們運球的速度及敏捷，來超越對手的大前鋒。在這種戰術下，更容易取得三分線的位置，提升三分線出手的成功機率。擅用這種小前鋒打法的球員包括凯文·杜兰特、卡梅隆·安东尼及勒布朗·詹姆斯。